# 坎普斯熱拉斯國家公園
25°03′29″S 49°57′00″W / 25.058°S 49.95°W
坎普斯熱拉斯國家公園（葡萄牙語：Parque Nacional dos Campos Gerais），是巴西的國家公園，位於該國南部巴拉那州，成立於2003年3月23日，佔地2.1萬公頃，覆蓋蓬塔格羅薩、卡斯特羅和卡蘭貝地區。